# 333052 Skeen
333052 Skeen este o planetă minoră (asteroid), cu un diametru de 2,166 km, din centura de asteroizi. A fost descoperită pe 20 octombrie 2007 la Mount Lemmon⁠(d) de Mount Lemmon Survey⁠(d). 
Obiectul prezintă o orbită caracterizată de o semiaxă mare de 2,6134843288099 UAi, o excentricitate de 0,22426311323522, o înclinație de 4,0050910529474 ° în raport cu ecliptica.